# Марко Ливије Друз
Марко Ливије Друз (лат. Marcus Livius Drusus, умро 91. п. н. е.) био је римски народни трибун за 91. годину п. н. е. Кренуо је са свеобухватним реформама попут Гаја Граха, али са циљем да ојача моћ Сената. Судови су дотада били само у надлежности витезова, а Друз је судове дао у надлежност сенатора и витезова подједнако. Народу је делио јавну земљу, давао је жито испод цене и успостављао колоније и на тај начин их је придобијао и отупљивао њихову мржњу према Сенату. Због предлога да се италијанским савезницима доделе грађанска права губи подршку међу народом и Сенатом, па му поништавају све законе које је раније предложио. Његово убиство остало је нерасветљено, а са друге стране представљало је окидач за Савезнички рат италијанских савезника незадовољних јер нису добили грађанска права.

## Рани жибот
Отац му је био Марко Ливије Друз Старији, конзул 112. г. п. н. е. Одувек је био амбициозан и још као дечак себи није давао одмора. Често посећивао форум, где је знао да учествује на суђењима и да утиче на поротнике својим мишљењима. Наследио је велико богатство од оца, али да би добио политички утицај излагао се великим трошковима. Током 102.г. п. н. е, истакао се као квестор у римској Азији. Око 100. п. н. е. изабран за трибуна, а онда за децемвира за тужбе. Квинт Сервилије Цепион Млађи је био чести Друзов противник, иако су њих двојица најпре били пријатељи. Цепион се оженио Друзовом сестром Ливијом, а Друз се оженио Цепионовом сестром Сервилијом. Временом зетови су постали толики противници, да је Друз једном приликом рекао Цепиону да ће га бацити са Тарпејске стене.

## Заступник оптимата
Рано био заступник оптимата. Када је 100. п. н. е. убијен Луције Апулеј Сатурнин, Друз је узео оружје и подржавао Гаја Марија, који је тада био на страни Сената. У спору између сенатора и витезова око судова и судија, Квинт Сервилије Цепион Млађи био је на страни витезова, а Друз се тако чврсто борио за сенаторе да су га називали патроном Сената. Витезови су од 122. п. н. е, са једним кратким периодом предаха, били судије. Међутим, почели су да злоупотребљавају своју моћ, као што су то раније радили сенатори. Често су почели да се служе изнудама, а да их није стизала никаква казна за недело. С друге стране, судски поступак су користили да би малтретирали политичке непријатеље, углавном сенаторе супротне политичке оријентације. Посебно се ту истиче неправедно суђење Публију Рутилију Руфу. Чак су и у обичним случајевима, када у питању није била политика дозвољавали да се суд поткупи. У то време Цепион је заступао витезове и нападао сенаторе, тако да је судио Марку Емилију Скауру и Луцију Марцију Филипу због проневере. 

## Предлаже законе у корист народа
Године 91. п. н. е. изабран за народног трибуна. Да би ојачао оптимате,одлучио је да придобије народ и обећава им законе од којих имају корист, а заузврат је тражио подршку да се витезовима одузму судови. Прогласио закон да се поред 300 сенатора још 300 сенатора прогласи из реда витезова и да се онда од свих њих бирају судије. Прописао је и ислеђивања због корупције. Витезови су међутим били незадовољни, јер ће се судије више неће бирати из њихових редова, већ само између оних витезова изабраних у Сенат. Више нису могли да очекују да прођу некажњено у случају подмићивања. Након тога почео је да предлаже законе који су ишли у корист народа, надајући се да ће народ онда касније лакше да изгласа његове друге законе и да добије широку подршку. Да би помирио народ Друз је предложио неколико мера, попут Гаја Граха. Предложио је да се народу дели жито испод цене и расподелу јавне земље. Успоставио је неколико колонија у Италији и Сицилији, које су још раније биле изгласане, али нису биле насељене. Намеравао је да подели неподељени део италскога јавнога земљишта и да онемогући све будуће народне трибуне да деле италско земљиште. Таквим великодушним трошковима празнио је државни трезор, па је био присиљен да девалвира сребрени новац мешајући га једним делом са бронзом. Конзул Луције Марције Филип је припадао партији популара, па је почео да се оштро супроставља Друзовим предлозима указујући на његове скривене намере. Филип је прекидао Друза настојећи да спречи доношење његових закона. Друз је онда позвао своју клијентелу, која је Филипа одвукла у затвор. Вукли су га доста насилно, тако да је Филипу крв ишла на нос. Друзови закони су тада били изгласани у скупштини. 

## Тражи грађанска права за Италике и губи подршку
До тада Друз је имао подршку већине Сената. Италијанским савезницима је више тајно него јавно обећавао грађанска права. Када је почео да предлаже да се италијанским савезницима доделе грађанска права тада је постепено почео да губи подршку, тако да је на крају изгубио подршку Сената. Народ је и даље био задовољан његовом политиком успостављања колонија. Али народна подршка Друзу више није била тако јака, јер ни они нису били спремни да италијанским савезницима дају грађанска права. Међутим успостављање колонија изазивало је незадовољство код Италика, јер су многи од њих обрађивали римску државну земљу и бојали су се да ће им бити одузета. На тај начин они за које се Друз борио да добију грађанска права нису му давали довољно јаку подршку. Витезови су и иначе били против њега. Било је откривено да су се италијански савезници заклели да ће му бити клијентела, када се изгласају закони о њиховим грађанским правима. Када се појавило незадовољство разних страна Друзовом политиком тада је конзул Луције Марције Филип предложио укидање његових закона, позивајући се на неповољне ауспиције (религиозна знамења). Сенат је поништио све Друзове законе, а Друз није уложио вето, јер је за своје законе желео наводно да има већину и у Сенату. 

## Друзово убиство и последице
Према Апијановој верзији конзули су позвали у Рим Етрурце и Умбре под изговором да се супростављају закону о колонијама, а заправо да убију Друза. Друз је закључио да му угрожавају безбедност, па је ређе излазио у јавност, а народ је примао код своје куће у атријуму. Једнога дана Друз је убијен код своје куће. Постоји и друга верзија према којој је Друз сазнао да Латини намеравају да убију Луција Марција Филипа, па га је упозорио, али сенатори су га свеједно оптуживали да је намеравао да убије Филипа и тада је Друз убијен на улазу у своју кућу по повратку са Капитола. 

Друзови политички противници су након његовога убиства сматрали да је добио праведну накнаду за штету коју је чинио држави. Након његове смрти витезови су наговорили народног трибуна Квинта Варија да донесе закон да се суди онима који су помагали Италицима да покушају да добију римско грађанство. Након доношења закона витезови су почели да суде најугледнијим људима и неколико њих су осудили на прогонство. Италијански савезници схватили су да неће добити римско грађанство, па су подигли устанак који је представљао почетак Савезничкога рата (90—88 п. н. е.) против Рима. 